# Seelen
Seelen è un comune di 164 abitanti della Renania-Palatinato, in Germania.
Appartiene al circondario del Donnersberg (targa KIB), ed è parte della comunità amministrativa (Verbandsgemeinde) di Nordpfälzer Land.